# 24 ноември
24 ноември е 328-ият ден в годината според григорианския календар (329-и през високосна). Остават 37 дни до края на годината.

## Събития
- 642 г. – Теодор I е избран за папа.
- 1642 г. – Абел Тасман става първият европеец, открил остров Земя на Ван Димен, днес известен като Тасмания.
- 1859 г. – Британският естествоизпитател Чарлз Дарвин публикува Произход на видовете – научен труд, според който организмите постепенно еволюират с помощта на естествения отбор.
- 1861 г. – В Русия е създаден като държавна институция Министерски съвет.
- 1915 г. – България в Първата световна война: Шеста и Девета пехотна дивизия от Първа армия превземат столицата на Косово, Прищина.
- 1940 г. – Втората световна война: Словакия се присъединява към Тристранния пакт.
- 1943 г. – Втората световна война: Втора бомбардировка на София от британско-американската авиация.
- 1958 г. – Мали получава национална независимост.
- 1961 г. – Общото събрание на ООН излиза с декларация за забрана използването на ядрено оръжие.
- 1966 г. – Български самолет от Полет LZ101 на ТАБСО катастрофира край Братислава, загиват всичките 82 души на борда.
- 1969 г. – СССР и САЩ ратифицират договора за неразпространение на ядреното оръжие.
- 1976 г. – При земетресение на територията на Турция загиват над 6000 души.
- 1992 г. – Самолетът при полет 3943 на „Чайна Саутерн Еърлайнс“ се разбива и убива всички 141 души на борда.
- 2001 г. – Самолетът при полет 3597 на „Кросеър“ се разбива близо до летище „Цюрих“ и убива 24 души, включително певицата Мелани Торнтън.
- 2004 г. – Състои се премиерата на американския биографичен филм Александър.

## Родени
- 69 пр.н.е. – Клеопатра VII, кралица на Египет († 30 пр.н.е.)
- 1394 г. – Шарл Орлеански, френски поет († 1465 г.)
- 1632 г. – Барух Спиноза, холандски философ († 1677 г.)
- 1655 г. – Карл XI, крал на Швеция († 1697 г.)
- 1713 г. – Лорънс Стърн, ирландски писател († 1768 г.)
- 1729 г. – Александър Суворов, руски пълководец († 1800 г.)
- 1784 г. – Закари Тейлър, 12-и президент на САЩ († 1850 г.)
- 1784 г. – Йохан Лудвиг Буркхард, швейцарски изследовател († 1817 г.)
- 1826 г. – Карло Колоди, италиански писател († 1890 г.)
- 1849 г. – Франсис Ходжсън Бърнет, писателка († 1924 г.)
- 1864 г. – Анри дьо Тулуз-Лотрек, френски художник († 1901 г.)
- 1868 г. – Скот Джоплин, американски музикант († 1917 г.)
- 1875 г. – Нобуюки Абе, министър-председател на Япония († 1953 г.)
- 1887 г. – Ерих фон Манщайн, германски военачалник († 1973 г.)
- 1891 г. – Васил Гендов, български режисьор († 1970 г.)
- 1894 г. – Атанас Попов, български художник († 1980 г.)
- 1894 г. – Цвятко Аврамов, български журналист († 1923 г.)
- 1896 г. – Цанко Лавренов, български художник († 1978 г.)
- 1897 г. – Лъки Лучано, американски гангстер († 1962 г.)
- 1900 г. – Курт Рихтер, немски шахматист († 1969 г.)
- 1924 г. – Карандаш, български карикатурист († 2010 г.)
- 1925 г. – Симон ван дер Меер, холандски физик, Нобелов лауреат († 2011 г.)
- 1926 г. – Цундао Ли, американски физик, Нобелов лауреат
- 1927 г. – Моско Москов, български езиковед († 2001 г.)
- 1934 г. – Алфред Шнитке, руски композитор († 1998 г.)
- 1937 г. – Никола Георгиев, български литературовед († 2019 г.)
- 1938 г. – Вили Клаас, белгийски политик
- 1941 г. – Пийт Бест, британски музикант
- 1951 г. – Иван Росенов, български режисьор († 2008 г.)
- 1954 г. – Емир Кустурица, босненски режисьор
- 1960 г. – Алейда Гевара, кубински лекар
- 1967 г. – Лоренцо Флахърти, италиански актьор
- 1969 г. – Адлен Шевкед, български политик и икономист
- 1972 г. – Георги Шейтанов, български футболист
- 1972 г. – Диана Любенова, българска актриса
- 1977 г. – Колин Ханкс, американски актьор
- 1993 г. – Иви Адаму, кипърска певица

## Починали
- 1722 г. – Йохан Райнкен, германски композитор (* 1623 г.)
- 1741 г. – Улрика Елеонора, кралица на Швеция (* 1688 г.)
- 1848 г. – Уилям Лемб, министър-председател на Обединеното кралство (* 1779 г.)
- 1870 г. – Лотреамон, френски поет (* 1846 г.)
- 1915 г. – Стефан Кисов, български военен деец (* 1861 г.)
- 1929 г. – Жорж Клемансо, министър-председател на Франция (* 1841 г.)
- 1940 г. – Кинмочи Сайонджи, министър-председател на Япония (* 1849 г.)
- 1943 г. – Дорис Милър, американски готвач (* 1919 г.)
- 1958 г. – Робърт Сесил, британски политик, Нобелов лауреат (* 1864 г.)
- 1960 г. – Иван Минчев, български революционер (* 1874 г.)
- 1960 г. – Олга Александровна, велика руска княгиня (* 1882 г.)
- 1963 г. – Лий Харви Осуалд, атентаторът на Джон Кенеди (* 1939 г.)
- 1965 г. – Абдулла III ал-Салем ал-Сабах, емир на Кувейт (* 1895 г.)
- 1966 г. – Иван Бъчваров, български генерал (* 1912 г.)
- 1966 г. – Катя Попова, българска оперна певица (* 1924 г.)
- 1973 г. – Николай Камов, руски авиоконструктор (* 1902 г.)
- 1980 г. – Джордж Рафт, американски актьор (* 1895 г.)
- 1985 г. – Ласло Биро, унгарски изобретател (* 1899 г.)
- 1991 г. – Фреди Меркюри, британски музикант (* 1946 г.)
- 1991 г. – Ерик Кар, американски барабанист (* 1950 г.)
- 1997 г. – Николай Грънчаров, български футболист (* 1953 г.)
- 1999 г. – Хилари Минстър, британски актьор (* 1944 г.)
- 2002 г. – Джон Роулз, американски философ (* 1921 г.)
- 2004 г. – Артър Хейли, британски писател (* 1920 г.)
- 2004 г. – Таиджи Касе, японски каратист (* 1929 г.)
- 2020 г. – Александър Чирков, български кардиолог (* 1938 г.)

## Празници
- Православна църква – Ден на Света Екатерина
- България – Празник на смилянския боб в село Смилян, област Смолян (за 2012 г.) – чества се последната събота на ноември)
- Демократична Република Конго – Ден на революцията (1965)
- Италия – Празник на град Амелия
- Самоа – Ден на жената
- Турция – Ден на учителя